# 布特林特
布特林特是阿尔巴尼亚的一座城市和考古地点，它位于阿尔巴尼亚國境最南端的薩蘭達區，並与希腊的边境接壤。古希腊人称它为，在拉丁语中它的写法是。它的地理位置是北纬39°45'，东经20°1'。它位于一座山上，遊客能在這裡俯视山下的运河。从史前時期就已经有人在这里居住了，而在历史上它曾经是伊庇鲁斯的一座城市，到后来成為了古罗马的殖民地，再后来成為了天主教的驻地。

## 历史

### 古代
布特林特最初是属于古代伊庇鲁斯地区的一座城市。它是当地部落的一个重要中心，从这里当地人与北方的伊利里亚部落和科孚岛上的希腊殖民地有往来。据罗马作家维吉尔的说法它是特洛伊的预言家海勒纳斯创建的。海勒纳斯是特洛伊国王普里阿摩的儿子，他与安德洛玛刻结婚，特洛伊失陷后他移居西方。历史学家哈利卡尔那索斯的狄奥尼西奥斯则称特洛伊失陷后埃涅阿斯在逃亡时路过布特林特。
最早的人类定居的考古学遗迹源于前10至前8世纪，当时的居民点可能向科孚岛贩卖粮食，拥有一个港口和一个神庙。由于它位于科孚海峡边上，布特林特拥有战略性地位。前4世纪它已经成为一个重要居民点，当时的居民点拥有一座剧院，一座阿斯克勒庇俄斯的神庙和一个市场。
前228年布特林特成为罗马共和国的保护区。从前167年开始罗马在布特林特越来越占支配地位。前1世纪中布特林特成为罗马伊利里亚行省的一部分。前44年恺撒将布特林特设立为一个奖赏随他击败格涅乌斯·庞贝的士兵的殖民地。由于当地的地主提图斯·蓬波尼乌斯·阿提库斯在给他在元老院的朋友西塞罗的信中表示反对这个计划，因此只有少数殖民者被派遣到布特林特。
前31年屋大维在亚克兴海战中击败马克·安东尼和克麗歐佩特拉七世的埃及海军后恢复了殖民地的计划。新到的居民大大地扩建了布特林特，新建的建筑包括一座沟渠、一座罗马浴场、一座中心广场以及一座水神殿。
3世纪里的一次地震摧毁了布特林特的大部分建筑。市中心被移为平地。后来的考古发现证明当时布特林特已经处于衰落状态，它已经从一个地区中心下降到一个生产中心。布特林特幸存了古典时代的结束，成为老伊庇鲁斯省的一个重要港口。当时的市内最显著的建筑物是425年建造的一座当地重要贵族的府邸。

### 中古
6世纪初布特林特成为一个主教驻地，新建筑包括一座洗礼池和一座巴西利卡。这座洗礼池是这种基督教早期建筑中规模最大的之一。查士丁尼一世加强了布特林特的城墙。550年東哥德人攻克布特林特。考古发现证明直到7世纪初拜占庭帝国丧失其地中海东岸省份前布特林特还从这些省份进口货物、葡萄酒和油。从这一点上布特林特与其它巴尔干半岛城市类似，6世纪和7世纪是从罗马古代过渡到中世纪早期的分水岭。
7世纪里布特林特与其它地中海古代城市一样缩小到一个很小的、加固的居民点。罗马帝国彻底崩溃后第一保加利亚帝国曾一度控制布特林特。9世纪拜占庭帝国重新占领布特林特。直到1204年拜占庭帝国在第四次十字军东征的过程中瓦解前布特林特是拜占庭帝国对抗诺尔曼人入侵的一个据点。拜占庭解体后布特林特成为伊庇鲁斯的一部分，在此后的数世纪中它成为拜占庭、南意大利的安茹王朝和威尼斯的争夺点，布特林特数遭易手。1267年西西里的查理一世占据布特林特和科孚岛，他重建城墙和巴西利卡。
1386年威尼斯共和国从西西里王国买下了这个地区（包括科孚岛），但是威尼斯的商人只对科孚岛感兴趣，因此布特林特再次缩小。1490年威尼斯在布特林特建造了一座城堡和一个小港口，此后这个地区只有少数人居住。

### 近代
1797年在干波佛米奥条约中威尼斯将布特林特让给拿破仑，布特林特沦入法国控制。1799年当地的奥斯曼帝国总督攻占这个地区。直到1912年阿尔巴尼亚独立前它一直属于奥斯曼帝国。阿尔巴尼亚独立时当地无人居住，城市的遗址被携带疟疾的沼泽环绕。

## 考古发掘

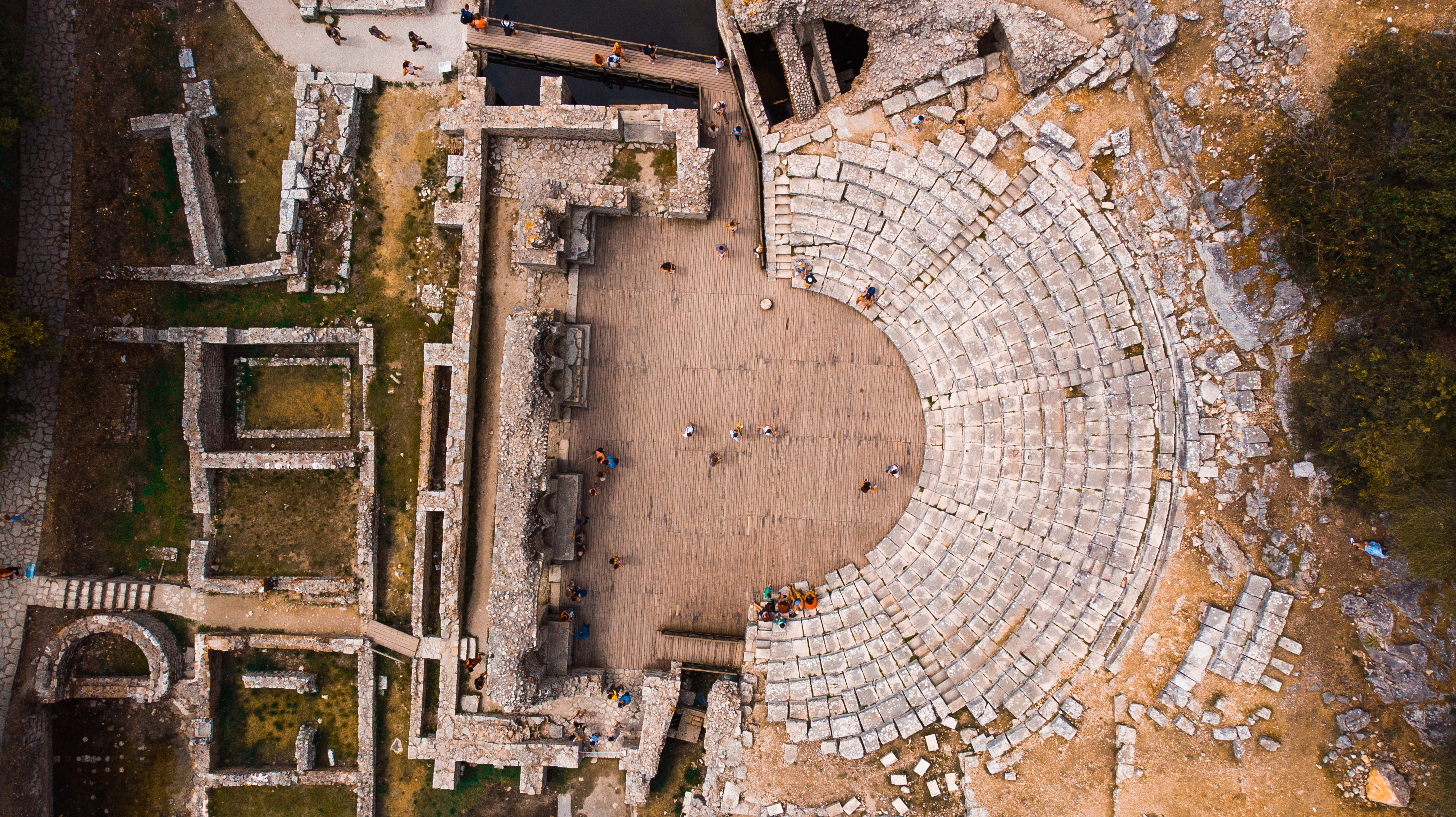
古剧院遗址。

1928年贝尼托·墨索里尼的意大利法西斯政府派遣了一支考察队赴布特林特，这是现代考古发掘在布特林特的开始。这次发掘的目的是地理政治性的，而不是科学性的，其目的在于将一大批的霸权扩张到这个地区。虽然如此这支考察队的队长阿贡里尼（Luigi Maria Ugolini）是一位卓越的考古学家，他于1936年逝世，但考察队的发掘工作一直进行到1943年。他们发掘了城市的古希腊和古罗马部分。
1944年恩維爾·霍查的共产党政府在阿尔巴尼亚上台后外国考察队被驱逐。阿尔巴尼亚考古学家继续他们的工作。1959年赫鲁晓夫访问布特林特遗址并建议霍查将这个地区改造为一座潜艇基地。1970年代阿尔巴尼亚考古研究所扩大了其发掘范围。
1992年共产党政府垮台后新的民主政府计划对该地进行大型开发。同年布特林特遗址被联合国教育科学文化组织列入世界遗产。1997年的政治和经济危机以及宣传工作导致在当地建造机场的计划落空。由于盗掘以及缺乏适当的保护、管理和保存联合国教科文组织将布特林特列入濒危世界遗产。
2000年阿尔巴尼亚政府设立了布特林特国家公园，在阿尔巴尼亚和国际社团的帮助下情况获得好转。2005年联合国教科文组织将布特林特从濒危世界遗产的列表中消除。该国家公园现在也是世界遗产。
布特林特可能可以成为一个发展中国家的当地社群通过可持续开发文化遗产发展的模型。

## 交通
通过一条1959年为赫鲁晓夫访问而建造的公路可以从萨兰达抵达布特林特。越来越多的旅游者从希腊旅游岛屿科孚岛出发赴布特林特进行一日游。从科孚岛出发需要座船（90分钟）到萨兰达，从萨兰达港口到布特林特行程为30分钟。从科孚岛到萨兰达有每日运行的摆渡船，从萨兰达到布特林特有公共汽车。